# Lempo
Lempo (in alcuni casi citato anche come Lemmas oppure Lemmes) è uno spirito del folclore e della mitologia finlandese che nel corso del tempo ha avuto due sfaccettature diverse e quindi due identità.
Nella lingua finlandese di oggi ci sono dei riferimenti comuni al male, al diavolo o all'inferno citando le parole "lempo", "hiisi" e "piru", ma benché nell'era mitologica pre-cristiana Hiisi e Piru siano stati degli spiriti (o demoni) maligni, Lempo invece non lo fu.

## Evoluzione della figura
Nei canti e nelle danze popolari documentate Lempo è una figura maligna ma alcuni studiosi ritengono che in precedenza la sua figura sia stata intesa come buona.
- Nella tradizione orale della mitologia finlandese pre-cristiana Lempo corrispose al dio dell'amore e della fertilità ed in alcuni casi aveva una forma femminile

- Con l'avvento del cristianesimo in Finlandia, la figura di Lempo venne peggiorata verso la forma di uno spirito errante e capriccioso (come l'amore), e persino pericoloso ed in grado di prendere il controllo delle persone per trasformarle in distruttori

## Lingua e letteratura
Nel Kalevala Lempo sembra già aver subito l'influenza del cristianesimo in quanto viene associato ad Hiisi ed al suo epiteto Juutas (adattamento di "Giuda" dopo l'avvento del cristianesimo).
Lempo, spesso confuso od associato alla figura di Hiisi, è in realtà un'entità a sé stante ed un particolare momento in cui si evince questa teoria si trova nell'ottavo runo del Kalevala, dove nel 160° verso Lempo ed Hiisi fanno in modo che Väinämöinen si ferisca con la propria ascia. Un punto questo dove Lempo compie delle azioni con Hiisi ma non è la stessa entità.
Hiisi pontta pyörähytti, 

Lempo tempasi tereä, 

Paha vartta vaapahutti. 

Kävipä kivehen kirves, 

kasa kalkkoi kalliohon; 

kirves kilpistyi kivestä, 

terä liuskahti liha'an, 

polvehen pojan pätöisen, 

varpahasen Väinämöisen. 

Sen Lempo lihoille liitti, 

Hiisi suonille sovitti: 

veri pääsi vuotamahan, 

hurme huppelehtamahan.»
Hiisi fe' girar la punta, 

tirò a sé la lama Lempo, 

scivolar la fe' il Maligno (è Hiisi, non Lempo). 

Sì che urtò contro la rupe 

e batté contro lo scoglio; 

guizzò l'ascia dalla rupe, 

scivolò la lama dentro 

alla carne del ginocchio 

dell'altero Väinämöinen. 

Nelle carni Lempo, ed Hiisi 

la aggiustò dentro le vene: 

ecco il sangue, ad inondare 

ed a fiotti zampillare.»
(Traduzione del testo originale in italiano del 1910 )